# Daqui pra Frente (álbum)
Daqui pra Frente é o segundo álbum da banda carioca Seu Cuca, lançado em 2005 pela Som Livre.
O álbum foi produzido por Chico Neves e duas músicas do álbum viraram temas de programas do canal SporTV: "Rolé" (tema do programa homônimo) e "Não Me Olhe Assim" (SporTV Praia).
Também é neste álbum que está o maior sucesso da banda, a canção "Já Que Você Não Me Quer Mais", incluída na trilha sonora da 12ª temporada da telessérie Malhação, da Rede Globo.

## Faixas
1. Daqui pra Frente
2. Pecado Capital
3. Rolé
4. Já Que Você Não Me Quer Mais
5. E Agora?
6. Hoje é o Dia
7. Popstar
8. Não Me Olhe Assim
9. O Seu Lugar
10. Ao Mesmo Tempo
11. Desconectado

## Ficha técnica

### Seu Cuca
- James Lima: voz, violão e guitarra
- Bruno Lima: guitarra
- Pedro Sol: baixo
- Daniel BZ: bateria
- Bruno Neves: percussão

### Músicos de apoio

#### "Pecado Capital", "Rolé" e "Já Que Você Não Me Quer Mais":
- Jessé Sadoc: trompete
- Serginho Trombone: trombone
- Zé Carlos 'Bighorn': saxofone tenor

#### "E Agora?"
- Vinimax: vocal de apoio

#### "Hoje é o Dia"
- DJ Roque: scratches
- Edu Morelenbaum: arranjos de cordas
- Bernardo Bessler: violino
- Marie Christine: viola
- Hugo Pilger: violoncelo

#### "Não Me Olhe Assim":
- Chico Neves: minimoog
- Fred Meliante: vocal de apoio
- Serginho Trombone: trombone

#### "Desconectado"
- DJ Roque: scratches
- Renatinho Ribeiro: guitarra
- Felipe Godoi: didjeridu
- Rômulo 'Da Bahia': didjeridu